# André Boussineau
André Boussineau, écuyer, seigneur de la Pâtissière, fut conseiller et procureur du roi au présidial de Nantes et maire de Nantes de 1716 à 1720.

## Biographie
Il est le fils d'André Boussineau, sieur de la Patissière, receveur général des décimes, et d'Isabelle de Marquès.